# Аарон Стетон
Аарон Стетон (англ. Aaron Staton; нар. 2 серпня 1980, Гантінгтон, Західна Вірджинія, США) — американський актор, знаний завдяки ролі Кена Косґроу у телесеріалі «Божевільні» та Коула Фелпса у відеогрі L.A. Noire. Також пробував себе як сценарист короткометражних фільмів.

## Біографія
Аарон Стетон народився в місті Гантінгтон, Західна Вірджинія 2 серпня 1980 року, але дата його народження часто невірно вказується 2 лютого 1978. Дитинство Стетона пройшло у Джексонвіллі, Флорида. 1998 року він на відмінно закінчив середню школу Террі-Паркер. Пізніше поступив у школу драми Карнегі-Меллон, яку також закінчив з відзнакою у 2004 році.

### Кар'єра
Стетон почав кар'єру у 2007 році з епізодичних ролей у таких серіалах як «Сьоме небо», «Закон і порядок. Спеціальний корпус» та «Без сліду». Пізніше йому запропонували одну з головних ролей у серіалі «Божевільні», у якому він знімається й досі. 2010 року Аарон озвучив та став прототипом головного героя відеогри L.A. Noire. На 2014 рік запланований вихід фільму «Список», де Стетон зіграє одну з провідних ролей.

### Сім'я
18 грудня 2006 року Аарон одружився з актрисою Конні Флетчер. 29 червня 2010 року в них народився син Бекетт.

## Фільмографія

### Актор
| Рік       |    | Українська назва                    | Оригінальна назва                 | Роль                    |
| --------- | -- | ----------------------------------- | --------------------------------- | ----------------------- |
| 1999—2018 | с  | Закон і порядок. Спеціальний корпус | Law & Order: Special Victims Unit | Енді Волл               |
| 1997—2007 | с  | Сьоме небо                          | 7th Heaven                        | Деніел                  |
| 2002—2009 | с  | Без сліду                           | Without a Trace                   | Г'ю Долан               |
| 2007      | ф  | Падіння                             | Descent                           | друг Джареда            |
| 2007      | ф  | Щоденники няні                      | The Nanny Diaries                 | Джон                    |
| 2007      | ф  | Одна ніч                            | One Night                         | Лерой                   |
| 2007      | ф  | Август Раш                          | August Rush                       | Нік                     |
| 2007      | ф  | Я вірю в Америку                    | I Believe in America              | Родні                   |
| 2008      | с  | Уявні сучки                         | Imaginary Bitches                 | Брюс                    |
| 2004—2015 | с  | Суп                                 | The Soup                          | камео                   |
| 2010      | кф | Хлопець зустрічає дівчину           | Boy Meets Girl                    | хлопець                 |
| 2011      | ф  | Забута революція                    | Lost Revolution                   | Родні                   |
| 2011      | вг |                                     | L.A. Noire                        | Коул Фелпс              |
| 2009—2016 | с  | Гарна дружина                       | The Good Wife                     | Тодд Рода               |
| 2013—2015 | с  | Телеведучі                          | Newsreaders                       | Етан Лексворт           |
| 2011—2016 | с  | Підозрюваний                        | Person of Interest                | Гайден Прайс            |
| 2014      | ф  | Заповідник                          | Preservation                      | Майк Нірі               |
| 2007—2015 | с  | Божевільні                          | Mad Men                           | Кен Косґроу             |
| 2013—2017 | с  | Рей Донован                         | Ray Donovan                       | Ґреґ Доунеллен          |
| 2016      | с  | Моя мати та інші диваки             | My Mother and Other Strangers     | капітан Рональд Дрефусс |
| 2016      | ф  | Список                              | The List                          | Майкл                   |
| 2014—2017 | с  | Керівництво подруг до розлучення    | Girlfriends' Guide to Divorce     | ДжейДі                  |
| 2018—2019 | с  | Касл-Рок                            | Castle Rock                       | пастор Дрю Епплтон      |
| 2018      | с  | Нарко: Мексика                      | Narcos: Mexico                    | Бутч Сірс               |
| 2018      | с  | Бог зафрендив мене                  | God Friended Me                   | Альфі                   |
| 2019      | с  | Неймовірне                          | Unbelievable                      | Кертіс Маккарті         |

### Сценарист
- 2010 — Хлопець зустрічає дівчину (Boy Meets Girl)

## Нагороди і номінації
| Рік  | Нагорода                       | Категорія                                         | Праця        | Результат |
| ---- | ------------------------------ | ------------------------------------------------- | ------------ | --------- |
| 2008 | Премія Гільдії кіноакторів США | Найкращий акторський склад у драматичному серіалі | «Божевільні» | Перемога  |
| 2009 | Премія Гільдії кіноакторів США | Найкращий акторський склад у драматичному серіалі | «Божевільні» | Перемога  |
| 2010 | Премія Гільдії кіноакторів США | Найкращий акторський склад у драматичному серіалі | «Божевільні» | Номінація |
| 2011 | Премія Гільдії кіноакторів США | Найкращий акторський склад у драматичному серіалі | «Божевільні» | Номінація |
| 2012 | Премія БАФТА у відеоіграх      | Актор озвучування                                 | L.A. Noire   | Номінація |
| 2013 | Премія Гільдії кіноакторів США | Найкращий акторський склад у драматичному серіалі | «Божевільні» | Номінація |